# Кэушень
Каушаны (также Кэушень; рум. Căușeni) — город в Республике Молдова, центр Каушанского района.
Традиционное русское название Каушаны продолжает использоваться среди русскоговорящих граждан Молдовы. Согласно «Информационному бюллетеню изменений географических названий стран-участниц СНГ (1987–2013 гг.)», издаваемому Росреестром, молдавское название города Кэушень применяется в России с 1994 года на картах и в официальных документах СНГ.

## География
Расположен на реке Ботна, в 88 километрах к югу от Кишинёва.

## История
Из описания Каушан в Энциклопедическом словаре Брокгауза и Ефрона (недоступная ссылка — история). (1890—1907):
Первая станция за Бендерами линии Бендеры — Рени находится в 24 верстах; это станция Каушаны, отпускающая хлебных грузов более полумиллиона пудов. Своё название станция заимствовала от лежащих верстах в 4 от неё к юго-западу сел Новых и Старых Каушан.
Волостное село Новые Каушаны, расположенное на правом берегу реки Ботны и при почтовом тракте из Бендер, на Аккерман, с одной стороны, и на Болград, Рени и Измаил — с другой, имело, по переписи, свыше 3 700 жителей (более 2 тысяч православного вероисповедания и около 1 700 — иудейского), две православных церкви, несколько молитвенных домов, школу, почтовую станцию, много лавок, базары и прочее. Село расположено на месте древнего городища Кишинёва. Близ села находилась крепость Гуша или Гуссейн, основанная татарами и в конце XVI века разорённая казаками. Из развалин крепости возникло затем новое укрепление, получившее название Каушан. Во времена турецкого владычества Каушаны были летней резиденцией ханов Буджакской орды. Ханский дворец существовал до 1806 года, когда он был сожжён во время шедшей тогда русско-турецкой войны. В сентябре 1789 года в местечке Каушаны имел главную квартиру главнокомандующий князь Потёмкин-Таврический перед взятием у турок города Бендеры. В непосредственном соседстве с Новыми Каушанами на том же берегу реки Ботны расположено село Старые Каушаны (жителей более 1100).
Возник в глубокой древности в месте пересечения Верхнего Траянова вала с р. Ботной. Селище IX—X веков.
Крым-Гирей (Султан, Крымский хан правление 1758—1764, 1768—1769) создал свою вторую столицу в городе Каушаны. Здесь был построен ханский дворец, приспособленный для военных, административных и представительских целей. В Каушаны он приезжал из Бахчисарая практически ежегодно, инспектируя по ходу следования ногайские орды и непосредственно осуществляя свои властные прерогативы по отношению к кочевникам.
Здесь в районе Бендерской переправы, Каушан и верхнего «Траянова вала» и находилась «замочная скважина» на «дунайском замке», открывавшая двери на Балканы, уверены исследователи. Отпечаток уникального географического расположения, игравшего в древности важную роль, виден и сегодня в разнообразии культур и народов, населяющих эти края.
Местечко Бендерского уезда Бессарабской губернии, при реке Ботне, в 23 верстах от уездного города Бендеры. 430 дворов, 3752 жителей, 2 православные церкви, 3 еврейских молитвенных дома, школы, лавки, винные погреба, свечной завод; еженедельные и двухнедельные базары. Развалины крепости Гуши, или Гуссейн, построенной татарами и разорённой в конце XVI века казаками. Впоследствии татары вновь построили здесь крепость и назвали её Каушаны. До последнего времени существования Буджакской орды здесь была летняя резиденция ханов. Жители — малороссы и евреи; главные их занятия — земледелие, скотоводство и виноделие. Памятны в военной истории подвигом полковника Матвея Платова.
В сентябре 1789 года в местечке Каушаны имел главную квартиру главнокомандующий князь Григорий Потёмкин-Таврический перед взятием у турок города Бендеры.
Зимой 1788/89 года полк Платова находился на левой стороне Днестра. В кампании 1789 года русским войскам необходимо было овладеть нижним течением Днестра и захватить две сильные крепости — Бендерами и Аккерман. Для пресечения коммуникаций между Бендерами и Каушанами Г. А. Потёмкин направил к Каушанам два отряда: во главе со своим однофамильцем генерал-поручиком Потёмкиным и принцем Ангальт-бернбургским. В составе последнего отряда находился М. И. Платов со своими казаками.
13 сентября 1789 года оба отряда подошли к Каушанам. Казаки Платова совместно с конными егерями решительно бросились на противника, засевшего в окопах перед крепостью. Несмотря на сильный артиллерийский и ружейный огонь противника, этот бросок решил исход сражения. Турки, потеряв 700 человек убитыми, оставили окопы. Казаки захватили более 160 пленных. Победителям достался весь неприятельский лагерь; два знамени и три орудия были захвачены в качестве трофеев. Вскоре пала и сама крепость Каушаны. За отличие в сражении Платова произвели в бригадиры.
После падения Каушан настала очередь Аккермана. Для его взятия князь Г. А. Потёмкин назначил отряд во главе с генерал-аншефом В. М. Долгоруковым. В состав этого отряда вошёл и казачий полк Платова.
23 сентября отряд выступил из Каушан. На пути к Аккерману находился замок Паланка, захватить который поручили Платову. Его отряд, состоящий из двух донских казачьих и Чугуевского полков, а также небольшого кавалерийского отряда майора Грижева, быстрым маршем достиг Паланки и стремительным ударом занял её. Победители взяли в плен коменданта замка, захватили восемь пушек и много боеприпасов. Оставив в Паланке Чугуевский полк, отряд Платова двинулся к Аккерману.
16 мая 1812 года был подписан Бухарестский мирный договор, в соответствии с которым территория между Прутом и Днестром, позже названная Бессарабия, отошла к Российской империи.
В 1760 в Каушанах проживал 641 еврей, в 1827 — 950 (36 %), в 1897 — 1675 евреев (44,9 %), в 1912 — около 800 еврейских семей, в 1930 — 1870 евреев (35,1 %), в 1991 — 6 евреев. До 1865 евреи-земледельцы Каушан (75 чел.) были приписаны к мещанам города Бендеры, затем образовали отдельное общество по платежу и исполнению повинностей. Основные сферы экономичной деятельности евреев Каушан в XIX — начале XX веков — торговля вином и зерном, мелкие ремесла. В 1899 власти отклонили просьбу 50 евреев о приобретении земли для занятий сельским хозяйством. В Каушанах работали еврейская школа, 2 еврейские библиотеки.
В 1910 действовало начальное мужское еврейское училище, в 1912 — еврейское ссудо-сберегательное товарищество. В 1914 году евреям принадлежали единственная аптека, трактир, 12 лавок (в том числе все 3 мануфактурные); среди евреев было 3 лесопромышленника.
Экономическое положение евреев Каушан после 1-й мировой войны было нестабильным, многие евреи села страдали от холода и голода. В 1922 году румынский Красный Крест открыл в Каушанах столовую для бедных детей (на 80 чел.). Большинство евреев отдавали своих детей в государственные румынские школы; 50 детей учились в талмуд-торе. До 1928 раввином в Каушанах был Исроэль Геллер (?—1928), с 1928 — Йосеф Ятом. В 1920—1930-х годы в Каушанах действовали отделения различных еврейских партий и организаций. В конце 1930-х годов имели место антиеврейские выступления со стороны христианского населения: евреев избивали на улицах и выбивали стекла в их домах. В этот период в Каушанах существовало 6 синагог: Большая (центральная), сионистов, старая, сапожников, портных, хасидская. Действовали хевра кадиша, талмуд-тора, миква, хедер, дом престарелых.
После занятия Каушан частями румынской армии остававшиеся в Каушанах евреи были депортированы в гетто и концлагеря Транснистрии. В 1944 в Каушаны вернулись несколько еврейских семей. Все еврейские дома были разрушены, новое кладбище осквернено; уцелели остатки одной синагоги и часть старого еврейского кладбища. В 1949 в Каушанах была закрыта синагога и снята с регистрации еврейская религиозная община.
С 1 июня 1949 года — центр Каушанского района. 7 апреля 1965 года Каушаны получили статус города (районного подчинения), минуя промежуточную стадию «посёлок городского типа».
С 1998 по 2003 год был муниципием и административным центром уезда Тигина.

## Население
| Год переписи | Число жителей |
| ------------ | ------------- |
| 1970 год     | 13,0 тыс.     |
| 1989 год     | 21,2 тыс.     |
| 2005 год     | 17,7 тыс.     |
| 2010 год     | 19,9 тыс.     |

| Национальный состав | Число жителей |
| ------------------- | ------------- |
| Молдаван            | 14 807        |
| Русских             | 1521          |
| Украинцев           | 960           |
| Болгар              | 273           |
| Гагаузов            | 82            |
| Цыган               | 8             |
| Евреев              | 6             |
| Поляков             | 3             |
| остальных           | 97            |

Население сокращается, многие уехали на заработки в Европу, Россию. Это касается не только Каушан, но и всей Молдавии.
В городе имеется администрация района и города, полиция и другие представительства власти. Дом культуры, кинотеатр, почта, дом быта, телеграф, стадион, больница, поликлиники, парк, скверы, 4 лицея (3 молдавских и 1 русский), молдавская школа, строительный колледж, 7 детских садов, 3 автошколы, музыкальная школа. Сейчас в Каушанах есть свой канал телевидения. Часовой пояс города Кэушень: Москва : −2 / Гринвич : +2
Площадь города составляет — 10 030 га. Из них: 5980 га — сельхозугодья, 54 га — водных площадей.
Общая протяжённость дорог — 73,5 км, из них неасфальтированных — 29,2 км.

## Экономика
В Каушанах развиты различные формы экономики. Основы экономики, продовольственная, хлебная, стройматериалы. В городе действуют 125 ООО, 333 ИП. Во времена МССР в Каушанах работали винодельческий и консервный заводы (ныне — филиал «Orhei-Vit»), а также было развито производство ковров (сейчас не существует), элеватор АО «Elevator Kelley-Grains» (крупнейший в Молдавии Каушанский элеватор имеет вместимость 135 тысяч тонн и является третьим по объёму в мире), ЗОСК (завод по очистке семян кукурузы; сейчас — почти не работает), кирпичный завод. Автозаправочные станции (Tirex petrol, Лукойл, Petrom,Bemol). Сельскохозяйственные частные предприятия.

## Торговля
Основная торговля ведётся на нескольких рынках (Промышленно-продовольственные 2 — ежедневных, 1 — по выходным. 1 — по продаже животных) а также в многочисленных магазинах, киосках, барах и т. д.

## Финансы

### Банки
- FinComBank
- MobiasBanca
- Moldova Agroindbank
- Victoriabank
- Banca de Economii
- Banca Sociala
- Moldindconbank
- ProCreditBank
- Eximbank

### Страховые компании
- SUPERPOLIS
- Sigur - Asigur
- MoldAsig

## Связь

### Фиксированая связь
Представлена национальным оператором Moldtelecom. Международный телефонный код Молдавии +373, телефонный код города Кэушень: 243.

### Сотовая связь
Представлена операторами Orange, Moldcell и Unité.

## Транспорт

### Автотранспорт
В городе есть автостанция (Связан пассажироперевозками с сёлами района и городами Кишинёв, Бельцы, Бендеры, Одесса и другими населёнными пунктами Молдавии и Украины). В летний период много транспорта едет через Кэушень к морю, в Одесскую область Украины (Затока, Сергеевка и др.)

### Железнодорожный транспорт
Железнодорожная станция . По станции проходят как грузовые составы, так и пассажирские. В 1877 году были построены железная дорога Бендеры — Галац (303 км.) и станция Каушаны.
Железная дорога Бендеры — Галац должна была дать действующей русской армии ряд преимуществ. Прежде всего, на 220 км сокращалась протяжённость армейских путей снабжения, появлялась возможность пользоваться одновременно двумя железнодорожными линиями и отпадала нужда в использовании румынских железных дорог.
Строительство началось 10 июля, и через 100 дней линия была открыта. Это исключительно короткий срок для сооружения линий такой протяжённости, тем более, что погода не благоприятствовала, шли проливные дожди, и за весь период строительства было всего 58 полных солнечных рабочих дней.
На линии построили 204 моста общей длиной 2342 м, проложили 88 труб. Все мосты сооружались на деревянных сваях, трубы были тоже деревянные. Строительство вели силами железнодорожных батальонов, привлекались местные ресурсы. Например, при возведении земляного полотна было выполнено 4950 тыс. м3 земляных работ, работало 11 тыс. рабочих и солдат и 5500 подвод. Кроме того, у управления строительством имелся резерв в 4 тыс. человек.
Земляные работы велись круглосуточно (ночью при свете фонарей или костров) с нарезкой участков и дистанций. Длина участков составляла в среднем 40 км, дистанций 10-18 км. Укладочные материалы завозили с тыловых складов в Бендерах и Галаце. Всего было уложено 320 км пути, устроено водоснабжение на 15 станциях, построены пассажирские здания и паровозные сараи, сторожевые будки, казармы и платформы. Станции оборудовали линейной связью на два провода. Темп строительства составил 5,24 км в сутки.
Первый сквозной поезд из Бендер прибыл в Галац 7 ноября. Вскоре после открытия пропускная способность дороги составила 7 пар поездов в сутки. За год по этой дороге перевезли 131,6 тыс. человек и около 8,5 млн. пудов различных грузов.
Строительство Бендеро-Галацкой железной дороги было осуществлено под непосредственным руководством талантливого русского инженера М.Данилова. Это было настолько выдающимся событием для того времени, что в 1878 г. проект, по которому строилась дорога, вместе с отчетом о строительстве демонстрировался на Всемирной выставке в Париже. Международным жюри Бендеро-Галацкая железная дорога была признана одной из наиболее выдающихся по быстроте постройки.
На строительстве железной дороги работал инженером писатель Гарин-Михайловский, Н. Г..

### Винный путь
Винные туристические маршруты, начинающиеся от столицы республики Кишинёва, охватывают практически всю страну. Многие туристические фирмы проводят винные туры. Южно-восточный маршрут до села Пуркарь, проходит через Кэушень.

## Достопримечательности
Развивается туристический маршрут: Кайнары—Заим—Кэушень.

### Церкви
Архитектурной достопримечательностью города Кэушень является Успенская церковь. Памятник архитектуры начала XVIII века — с росписями работы местных мастеров.
Нельзя с уверенностью назвать точную дату строительства единственной в Бессарабии церкви с настенными фресками: то ли это 1455 г., когда был основан Кэушень, то ли период правления господаря Василе Лупу (1634—1653), то ли ещё позднее.
Одна из древнейших и наиболее ценных художественных реликвий Молдавии. Храм стоит у подножия холма. Он углублен в землю и почти не виден за каменной оградой, над которой выступает только желобчатая черепица его низкой крыши и крест на небольшом глухом барабане. Как и всякая почитаемая народом древность, храм этот овеян легендами.
Неприметную форму церкви обычно объясняют существовавшими при турецком господстве ограничениями. Интересны конструктивные особенности сооружения. Здесь мы сталкиваемся с любопытнейшим приёмом усиления сейсмостойкости с помощью своеобразных амортизаторов — деревянных брусьев, заложенных тремя поясами в горизонтальные пазы стен по всему периметру здания. Всё это — неоспоримые свидетельства зрелого архитектурного и инженерного мастерства строителей церкви.
Но самое примечательное в интерьере храма — роспись. Следуя византийским традициям, она сплошь покрывает стены и своды, ниши, колонны, откосы амбразур. Несмотря на невосполнимые утраты, живопись и сегодня поражает свежестью красок. Она создаёт в интерьере этого холодного полуподвала атмосферу торжественности, покоряет необыкновенной декоративной гармонией.
Последний раз она была реконструирована в 1763—1767 гг. и в такой форме она сохранилась до наших дней. Интерьер церкви богато украшен настенными фресками, выполненными в стиле, относящемся к позднему периоду Хурезской школы (Цара Ромыняскэ). Среди строго религиозных сцен здесь изображены покровительствовавшие церкви господари — Николай и Константин Маврокордат, Григоре Александру Гикэ, Григоре Калимаки, Митрополит Проилавии Даниил, и др.
Интересен тот факт, что церковь в Кэушене наполовину уходит в землю, а объясняется это легендой, что дошла до нас со времён татарской администрации в этой зоне. Легенда гласит, что татары согласились на строительство православной церкви при условии, что она не будет выше солдата, сидящего на лошади.
Церкви (Святых Петра и Павла, Святых Константина и Елены.)

### Памятники
В городе есть памятники Михаю Эминеску, Дмитрию Кантемиру, Алексею Матеевичу, Иону Крянгэ и другим писателям, а также погибшим в ВОВ каушанцам с вечным огнём и фонтаном (долго не работавшим),  памятник первому трактору, памятник Ленину (был перенесён на территорию элеватора после обретения Молдавией независимости).

## Интересные факты
А. С. Пушкин посещал Каушаны. 14—23 декабря 1821 года он едет с Липранди, И. П. в Бендеры , Каушаны. Аккерман, Татарбунар (Татарбунары), Измаил, Болград, Готешты, Леово. В конце января 1824 года Пушкин посетил на три дня Тирасполь, Бендеры и Каушаны.
Близ железнодорожной станции были расположены 8 курганов. В 1968 был раскопан самый высокий из них (1-й курган). Здесь было найдено 18 захоронений, большая часть которых относится к раннему этапу бронзового века (кон. III — начале II тыс. до н. э.).